# Argel Fuchs
Argélico Fuchs (Santa Rosa; 4 de septiembre de 1974), conocido como Argel o Argel Fuchs, es un exfutbolista y entrenador brasileño. Llegó a ser internacional con la selección de fútbol de Brasil en 1995.

## Clubes

### Como jugador
| País                                  | Club                | Año  | Año  | Partidos | Goles |
| ------------------------------------- | ------------------- | ---- | ---- | -------- | ----- |
| Bandera de Brasil                     | Internacional       | 1992 | 1995 | 42       | 3     |
| Bandera de Japón                      | Verdy Kawasaki      | 1996 | 1997 | 32       | 0     |
| Bandera de Brasil                     | Santos              | 1997 | 1998 | 21       | 2     |
| Bandera de Portugal                   | Porto               | 1999 | 1999 | 5        | 1     |
| Bandera de Brasil                     | Palmeiras           | 2000 | 2000 | 40       | 4     |
| Bandera de Portugal                   | Benfica             | 2001 | 2004 | 79       | 7     |
| Bandera de España                     | Racing de Santander | 2005 | 2005 | 2        | 0     |
| Bandera de Brasil                     | Cruzeiro            | 2005 | 2005 | 2        | 0     |
| Bandera de Brasil                     | Ulbra               | 2006 | 2006 | 10       | 0     |
| Bandera de la República Popular China | Zhejiang Lucheng    | 2007 | 2007 | 22       | 1     |

### Como entrenador
| País                | Club             | Año  | Año  |
| ------------------- | ---------------- | ---- | ---- |
| Bandera de Brasil   | Mogi Mirim       | 2008 | 2008 |
| Bandera de Brasil   | Caxias           | 2008 | 2009 |
| Bandera de Brasil   | Guaratinguetá    | 2009 | 2009 |
| Bandera de Brasil   | Campinense       | 2009 | 2010 |
| Bandera de Brasil   | São José–RS      | 2010 | 2010 |
| Bandera de Brasil   | Criciúma         | 2010 | 2010 |
| Bandera de Brasil   | Guarani          | 2011 | 2011 |
| Bandera de Brasil   | Botafogo-SP      | 2011 | 2011 |
| Bandera de Brasil   | Caxias           | 2011 | 2011 |
| Bandera de Brasil   | Brasiliense      | 2011 | 2011 |
| Bandera de Brasil   | Oeste            | 2011 | 2011 |
| Bandera de Brasil   | Joinville        | 2012 | 2012 |
| Bandera de Brasil   | Figueirense      | 2012 | 2012 |
| Bandera de Brasil   | Avaí             | 2012 | 2012 |
| Bandera de Brasil   | Red Bull Brasil  | 2013 | 2013 |
| Bandera de Brasil   | América de Natal | 2013 | 2013 |
| Bandera de Brasil   | Criciúma         | 2013 | 2013 |
| Bandera de Brasil   | Portuguesa       | 2014 | 2014 |
| Bandera de Brasil   | Figueirense      | 2014 | 2015 |
| Bandera de Brasil   | Internacional    | 2015 | 2016 |
| Bandera de Brasil   | Figueirense      | 2016 | 2016 |
| Bandera de Brasil   | Vitória          | 2016 | 2017 |
| Bandera de Brasil   | Goiás            | 2017 | 2017 |
| Bandera de Brasil   | Criciúma         | 2018 | 2018 |
| Bandera de Brasil   | Coritiba         | 2018 | 2019 |
| Bandera de Brasil   | CSA              | 2019 | 2019 |
| Bandera de Brasil   | Ceará            | 2019 | 2020 |
| Bandera de Brasil   | CSA              | 2020 | 2020 |
| Bandera de Brasil   | Botafogo-SP      | 2021 | 2021 |
| Bandera de Portugal | Alverca          | 2021 | 2022 |
| Bandera de Brasil   | Chapecoense      | 2023 | 2023 |
| Bandera de Brasil   | ABC              | 2023 | 2023 |
| Bandera de Brasil   | Caxias           | 2024 | 2024 |
| Bandera de Brasil   | Paraná           | 2025 | Act. |

## Palmarés

### Como futbolista
| Título                | Club          | Año     |
| --------------------- | ------------- | ------- |
| Campeonato Gaúcho     | Internacional | 1992    |
| Copa de Brasil        | Internacional | 1992    |
| Campeonato Gaúcho     | Internacional | 1994    |
| Copa Conmebol         | Santos        | 1998    |
| Primeira Liga         | Porto         | 1998-99 |
| Copa de Portugal      | Porto         | 1999-00 |
| Supercopa de Portugal | Porto         | 2000    |
| Torneio Rio-São Paulo | Palmeiras     | 2000    |
| Copa de Campeones     | Palmeiras     | 2000    |
| Copa de Portugal      | Benfica       | 2003-04 |
| Primeira Liga         | Benfica       | 2004-05 |

### Como entrenador
| Título                 | Club          | Año  |
| ---------------------- | ------------- | ---- |
| Campeonato Catarinense | Figueirense   | 2015 |
| Recopa Gaúcha          | Internacional | 2016 |
| Campeonato Gaúcho      | Internacional | 2016 |
| Campeonato Baiano      | Vitória       | 2017 |